# ونگرا، سریککولم
ونگرا، سریککولم (به انگلیسی: Vangara, Srikakulam) یک روستا در هند است که در آندرا پرادش واقع شده‌است.

## خصوصیات
ونگرا ۱٬۶۵۳ نفر جمعیت دارد و ۱۳۲ متر بالاتر از سطح دریا واقع شده‌است.